# روبر دسنوس
روبر دسنوس (به فرانسوی: Robert Desnos) ‏(۴ ژوئیه ۱۹۰۰–۸ ژوئن ۱۹۴۵) شاعر سورئالیست فرانسوی که نقش کلیدی در جنبش فراواقع‌گرا داشته‌است.

## زندگی‌نامه
روبر دسنوس فرزند یک کافه‌چی بوده‌است. او در پاریس در چهارم ژوئیه ۱۹۰۰ به دنیا آمد و به یک کالج غیرانتفاعی رفته و در آن‌جا کارش را به‌عنوان منشی آغاز کرد. پس از آن به عنوان مقاله‌نویس روزنامه پاریس سویر مشغول به کار شد.
نخستین شعر چاپ شده از او در تاریخ ۱۹۱۷ در ستایش جوانی منشتر شد و در ۱۹۱۹ در بررسی آوانگارد در نشریه پیوند و همچنین در همان سال در نشریه دادائیستی لیتراتور از او اثر چاپ شد. در سال ۱۹۲۲ او اولین کتابش را که مجموعه‌ای از کلمات قصار به شیوه فراواقع‌گرا بود با نام روز سلاوی (بر اساس نام مستعار هنرمند نامدار فرانسه مارسل دوشان) چاپ کرد.
در سال ۱۹۱۹، او با بنیامین پیرت ملاقات کرد. او همان شاعری است که دسنوس را به گروه دادای پاریس و آندره برتون معرفی کرده‌است. دسنوس با او به سرعت رابطه دوستی برقرار کرد. زمانی که دسنوس به عنوان نویسنده روزنامه پاریس سویر یکی از اعضای پرتلاش گروه سورئال محسوب می‌شد که پیشرفت قابل ملاحظه ای را در زمینه نوشتن خودکار توسعه زیادی انجام داد. او با نویسندگانی از قبیل لوئی آراگون و پل الوار پیشروان مکتب سورئال در نوشتن هستند. آندره برتون در رمان نادیای خودش دو تصویر از دسنوس خوابیده ارائه می‌دهد. همچنین برتون در مانیفست سورئالیست دسنوس را مورد ستایش قرار داده و از او به عنوان پیامبر جنبش سورئال یاد می‌کند، اما از آنجهت که دسنوس با دیگر سورئال‌ها در سیاستهای کمونیستی مخالف بود، باعث شکل‌گیری شکاف بین دسنوس و برتون گشت. دسنوس به کارش به عنوان مقاله‌نویس ادامه داد.
در سال ۱۹۲۶ دسنوس شعر شب شبهای بی عشق را سرود که یک رباعی طرب‌انگیز سرشار از تنهایی نادر است که از اینجهت بیشتر شبیه کارهای شارل بودلر است تا برتون. دسنوس عاشق ابون ژرژ خواننده زن فرانسوی می‌شود که عملاً وصلی در این عشق وجود ندارد و کاملاً یک عشق یکطرفه است. او بعضی از اشعارش را برای او می‌نویسد، همچنین یک رمان سورئالیستی نیز برای او می‌نویسد
کار او در رادیو در سال ۱۹۳۲ با یک شو که دربارهٔ فانتوم است شروع می‌شود. در خلال همین زمان، او با کسانی مثل پیکاسو، همینگوی، آنتونن آرتو و ژان دوس پاسوس آشنا و دوست می‌شود و نقدهای بسیاری در حوزه جاز و سینما می‌نگارد. حضور او در صحنه سیاست بیشتر شده و در گاهنامه‌های بسیاری از قبیل لیتراتور (به فرانسوی: Littérature)، لارولوشن سورئالیستا و وریتهی می‌نویسد. در میان حجم عظیم مجموعه اشعار، دسنوس تنها سه رمان: اندوه برای اندوه، آزادی برای عشق و باده غرق شده‌است، یک نمایشنامه: (به فرانسوی: La Place De La' Etoile) و یک فیلمنامه: ستاره دریایی که توسط من ری فیلم آن ساخته شد، نگاشته‌است.

## آثار
- (۱۹۲۴) اندوه برای اندوه (به فرانسوی: Deuil pour deuil)
- آزادی برای عشق (۱۹۲۷) (به فرانسوی: La Liberté ou l’amour!)
- بدن و اموال (۱۹۳۰) (به فرانسوی: Corps et biens)
- شب‌نشینی (۱۹۴۳) (به فرانسوی: État de veille)
- شراب غرق شده (۱۹۴۳) (به فرانسوی: Le vin est tiré)
- آخرین شاعر (۱۹۴۵؟) (به فرانسوی: Le dernier poème)
- بهترین ایام شاعر
- موبیوس برهنه می‌شود

## فیلمنامه
- ستاره دریایی (به فرانسوی: L'Étoile de mer) این فیلمنامه توسط من ری کارگردانی شده‌است.